# La Dégustation
La Dégustation est une pièce de théâtre d'Ivan Calbérac créée en 2019 au théâtre de la Renaissance. Il s'agit d'une comédie romantique.

## Argument
Il s'agit d'une comédie romantique. Plusieurs personnes d'horizons différents sont réunies chez un caviste : Jacques, un caviste divorcé qui tient sa petite boutique de commerce de vins, Steve, un jeune en liberté conditionnelle, et Hortense, célibataire très engagée dans le monde associatif. Celle-ci s'inscrit à un atelier d'initiation à la dégustation de vin dans la boutique de Jacques. Les personnalités, l'univers et l'expérience de la vie de ces trois personnages sont extrêmement différents : presque tout les oppose.
Pour que Jacques et Hortense parviennent à s'entendre, il va falloir un déclic et Steve va provoquer ce déclic entre eux.

## Distribution (2019)
- Isabelle Carré
- Bernard Campan
- Mounir Amamra
- Éric Viellard
- Olivier Claverie

## Distinctions
- Molières 2019[2]
  - Molière de la comédie[3]
  - Nommé au Molière de la comédienne dans un spectacle de théâtre privé pour Isabelle Carré
  - Nommé au Molière du comédien dans un spectacle de théâtre privé pour Bernard Campan
  - Nommé au Molière du comédien dans un second rôle pour Olivier Claverie

## Accueil
Catherine Schwaab pour Paris Match qualifie la pièce de «  bijou de précision, de finesse, de répliques hilarantes et de moments suspendus ».

## Adaptation
La pièce de théâtre est adaptée pour le cinéma en 2022 sous le même titre, La Dégustation, réalisé par Ivan Calbérac.